# Всемирный день зрения
Всемирный день зрения (англ. World Sight Day) — международный день, отмечаемый во второй четверг октября по решению Всемирной организации здравоохранения в рамках реализации Глобальной программы по борьбе со слепотой «Зрение 2020: Право на зрение» (англ. Vision 2020: The Right to Sight).
Всемирный день зрения призван привлечь внимание к проблемам слепоты, нарушения зрения и реабилитации людей с нарушением зрения.
В проведении Всемирного дня зрения принимают участие все партнёры ВОЗ в области профилактики нарушения зрения и восстановления зрения.

## Информация
Всемирный день зрения (World Sight Day) отмечается во второй четверг октября по инициативе Всемирной организации здравоохранения (ВОЗ).
Эта дата отмечена в календаре для привлечения глобального внимания к проблемам слепоты, нарушения зрения и реабилитации людей с нарушением зрения. В проведении Всемирного дня зрения принимают участие разные организации, связанные с этой проблемой. Этот день является также основным событием глобальной инициативы по профилактике слепоты «Видение 2020: право на зрение», созданной ВОЗ и Международным агентством по профилактике слепоты.

## История
Для привления внимание общества к проблемам слепых и слабовидящих, которых  в мире насчитывается более 45 миллионов слепых и свыше 135 миллионов слабовидящих людей, в 1998 году, Всемирная Организация Здравоохранения, учредила Всемирный праздник зрения.
Но сам Всемирный день зрения стали отмечать с 2000 года. Существует традиция каждый год для праздника выбирать собственный уникальный девиз, например: «Право на свет», «Низкое зрение», «Зрение для ребенка», «Борьба с нарушением зрения в дальнейшей жизни», «Счастье в зрении» и другие.
Совместно с Международным агентством по предотвращению слепоты, ВОЗ разработала глобальную программу по борьбе со слепотой и наметила шаги по ее реализации.  Идея авторов программы, она  должна была замедлить рост незрячих и слабовидящих людей в мире.
В 2003 году, в России по инициативе Московского НИИ глазных болезней имени Гельмгольца был создан Национальный комитет по предупреждению слепоты. Основные целевые направления нацкомитета — устранение слепоты вследствие глаукомы, травм зрительного органа, воспалительных патологий переднего глазного отдела, ликвидация детской и катарактальной слепоты.
В 2005 году Россия присоединилась к глобальному проекту ВОЗ по борьбе со слепотой.

## Работа по решению проблем в рамках Всемирного дня зрения
- Потеря зрения — с ухудшенным зрением или полной слепотой живут более 253 миллионов людей, 19 миллионов детей поражены болезнью глаз. 82% всех людей с нарушениями зрения — это люди в возрасте 50 лет и старше. Число пожилых людей растёт, увеличивается количество людей, подверженных риску возрастных нарушений зрения. Следует заметить, что большинство случаев потери зрения можно предотвратить или лечить, если проблема будет выявлена и решена вовремя.

- Недоступность медицинской помощи — существует проблема, заключающаяся в том, что по всему миру есть места, где нуждающиеся не имеют доступа к качественной медицинской помощи в области офтальмологии. Особенно это актуально для людей, живущих в отдалённых районах или развивающихся странах.

- Заболевания глаз — в медицинской практике существует множество различных заболеваний глаз, таких как катаракта, глаукома, дегенерация сетчатки и другие. Они могут привести к ухудшению зрения и даже слепоте, если не обнаружены и не лечатся вовремя.